# Anna Rügerin
Anna Rügerin, som levde 1491, var en tysk typograf och boktryckare. Hon är den första kvinnliga boktryckare man känner till som skrev sitt namn i en boks kolofon.
Hon var syster till tryckaren Johann Schönsperger och gift med tryckaren Thomas Rüger i Augsburg, som tillhörde Europas första boktryckare och som tycks ha tryckt böcker ihop 1481-82. 
Efter sin makes död tycks hon ha övertagit sin makes verkstad i samarbete med sin bror. Hon är bekräftad som verksam 1484. Anna gifte om sig 1491 med bokhandlaren Peter Berger.